# قسطنطين (مسلسل)
قسطنطين (بالإنجليزية: Constantine)‏ هو مسلسل تلفزيوني أمريكي مطور من دانييل سيرون و ديفيد إس. غويور، مبنية على قصص من دي سي كومكس لأحداث قصة جون قسطنطين، يقوم مات ريان بأداء دور قسطنطين وألذي ينشط في التحقيق في الأرواح الشريرة وصيد الكائنات الخارجة على الطبيعة، المسلسل من بطولة مات ريان و أنجليكا سيلايا ولوسي غريفيثس وتشارلز هالفورد وهارولد بيريناو وجيريمي ديفيز ومارك مارغوليس.

## وصلات خارجية
- قسطنطين على موقع IMDb (الإنجليزية)
- قسطنطين على موقع ميتاكريتيك (الإنجليزية)
- قسطنطين على موقع روتن توميتوز (الإنجليزية)
- قسطنطين على موقع قاعدة بيانات الأفلام العربية
- قسطنطين على موقع أول موفي (الإنجليزية)
- قسطنطين على موقع فيلمافينيتي (الإسبانية)
- قسطنطين على موقع كينوبويسك (الروسية)
- قسطنطين على موقع ألو سيني (الفرنسية)
- قسطنطين على موقع قاعدة بيانات الفيلم (الإنجليزية)

- الموقع الرسمي
- قسطنطين على قاعدة بيانات الأفلام على الإنترنت